# Distretto di Yuracmarca
Il distretto di Yuracmarca è un distretto del Perù nella provincia di Huaylas (regione di Ancash) con 1.835 abitanti al censimento 2007 dei quali 487 urbani e 1.348 rurali.
È stato istituito il 9 maggio 1923.

## Località
Il distretto è formato dalle seguenti località:
- Yuracmarca
- El Cruce
- Taruc Arca
- Quitaracza
- Santa Rosa